# Piper pothiforme
Piper pothiforme är en pepparväxtart som beskrevs av Nathaniel Wallich och C. Dc.. Piper pothiforme ingår i släktet Piper och familjen pepparväxter. Inga underarter finns listade i Catalogue of Life.